# Carolina Zamora Herrador
Carolina Zamora Herrador (Córdoba, 17 de noviembre de 1911-Madrid, 29 de diciembre de 1998). 
Fue la primera mujer licenciada en Medicina de la provincia andaluza de Córdoba (España) y uno de los primeros psicoanalistas españoles, así como miembro cofundador y Presidente de la Sociedad Española de Psicoanálisis.  
Nació en Córdoba en el seno de una familia numerosa. Cursó estudios de bachillerato en esa ciudad obteniendo calificación de sobresaliente. Posteriormente ganó una beca extraordinaria de la Diputación Provincial de Córdoba para cursar la carrera de Medicina en la Universidad Complutense de Madrid, donde obtuvo licenciatura en Medicina en 1936 siendo número uno en el expediente de su promoción y la primera mujer licenciada en Medicina de la provincia de Córdoba. 
Ejerció como médico jefe en el servicio del Doctor Carlos Jiménez Díaz en el Hospital Nuestra Señora de las Mercedes de San Sebastián, médico ayudante en el Hospital del Niño Jesús de Madrid, profesora ayudante de Genética del Departamento de Patología General dirigido por el Doctor Casas de la Facultad de Medicina de Madrid, profesor ayudante de clínica con el Doctor Jiménez Díaz en el Hospital Clínico de San Carlos (Madrid) y médico ayudante del Hospital Provincial de Madrid.
Fue también vocal de la Junta Directiva de la Sociedad Española de Medicina Psicosomática y Psicoterapia.
Ha sido maestra de la primera generación de psicoanalistas en España y forjadora del movimiento psicoanalítico español, así como miembro didáctico fundador de la Sociedad Española de Psicoanálisis de la que fue Presidente durante el período 1967-1970. Posteriormente también fue Presidente y miembro de honor de la Asociación Psicoanalítica de Madrid (APM).
Paralelamente ejerció durante más de treinta años su profesión como psicoanalista. 
Contrajo matrimonio en 1940 con Rafael Pellicer Galeote pintor y grabador español, académico de número de pintura de la Real Academia de Bellas Artes de San Fernando y catedrático de la Escuela Central de Bellas Artes de San Fernando de Madrid. Tuvieron seis hijos.
Murió en Madrid en 1998.